# 馬德拉斯火山

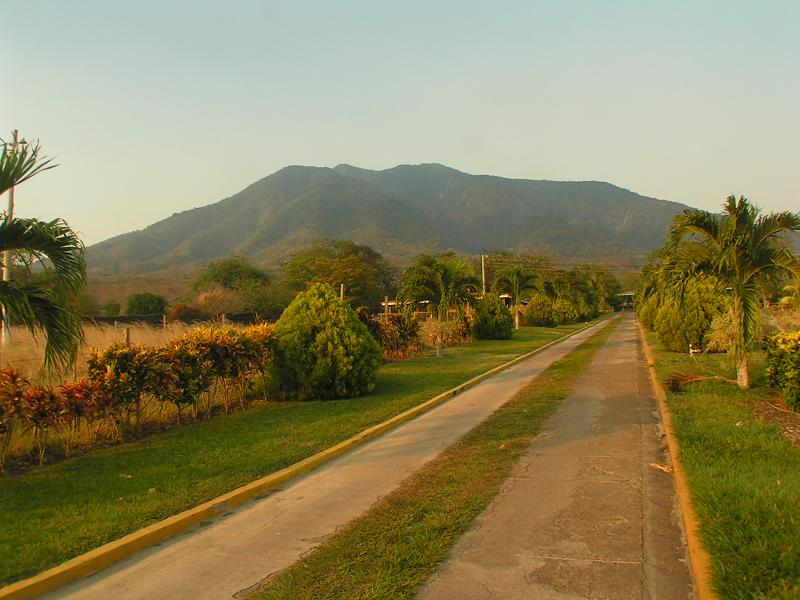

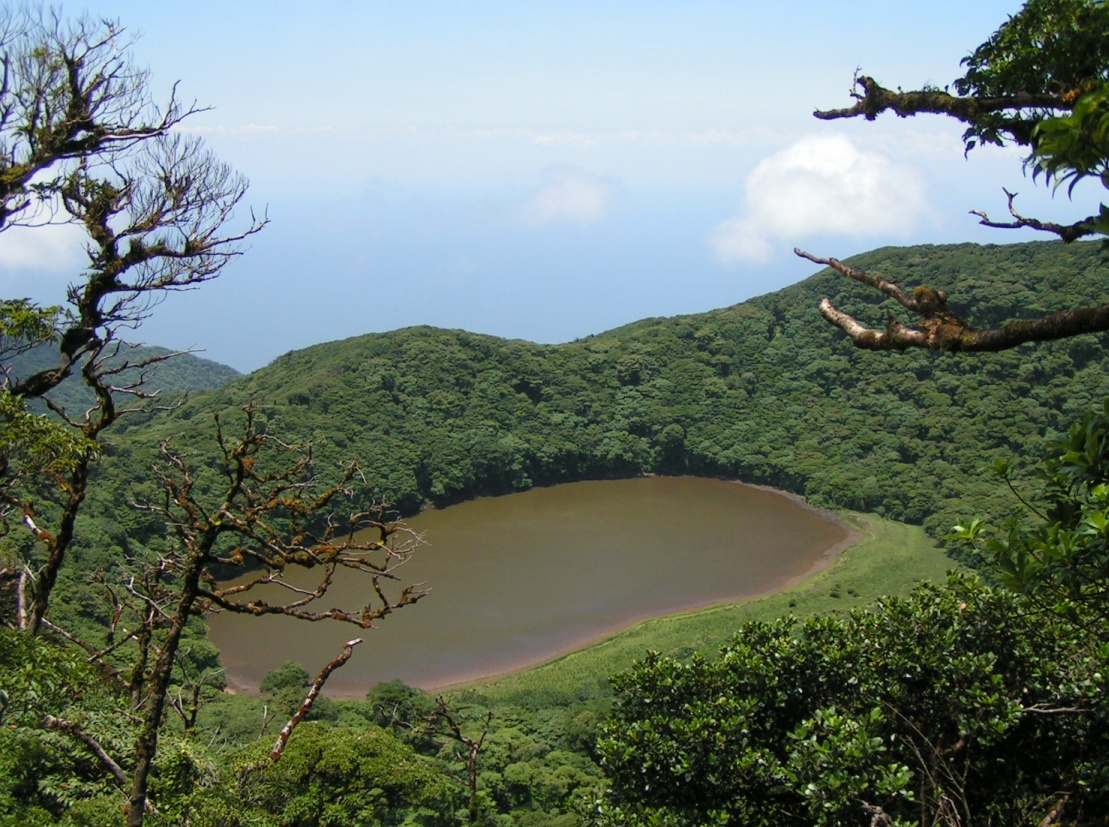

馬德拉斯火山是尼加拉瓜的火山，位於尼加拉瓜湖的奧梅特佩島南部，由里瓦斯省負責管轄，海拔高度1,394米，山坡被雨林覆蓋，其火山口有一座火山湖。

## 外部連結
- Climbing the Maderas Volcano （页面存档备份，存于）
- Photos on Maderas Volcano （页面存档备份，存于）